# Collomia tinctoria
Collomia tinctoria là một loài thực vật có hoa trong họ Polemoniaceae. Loài này được Kellogg mô tả khoa học đầu tiên năm 1863.

## Hình ảnh

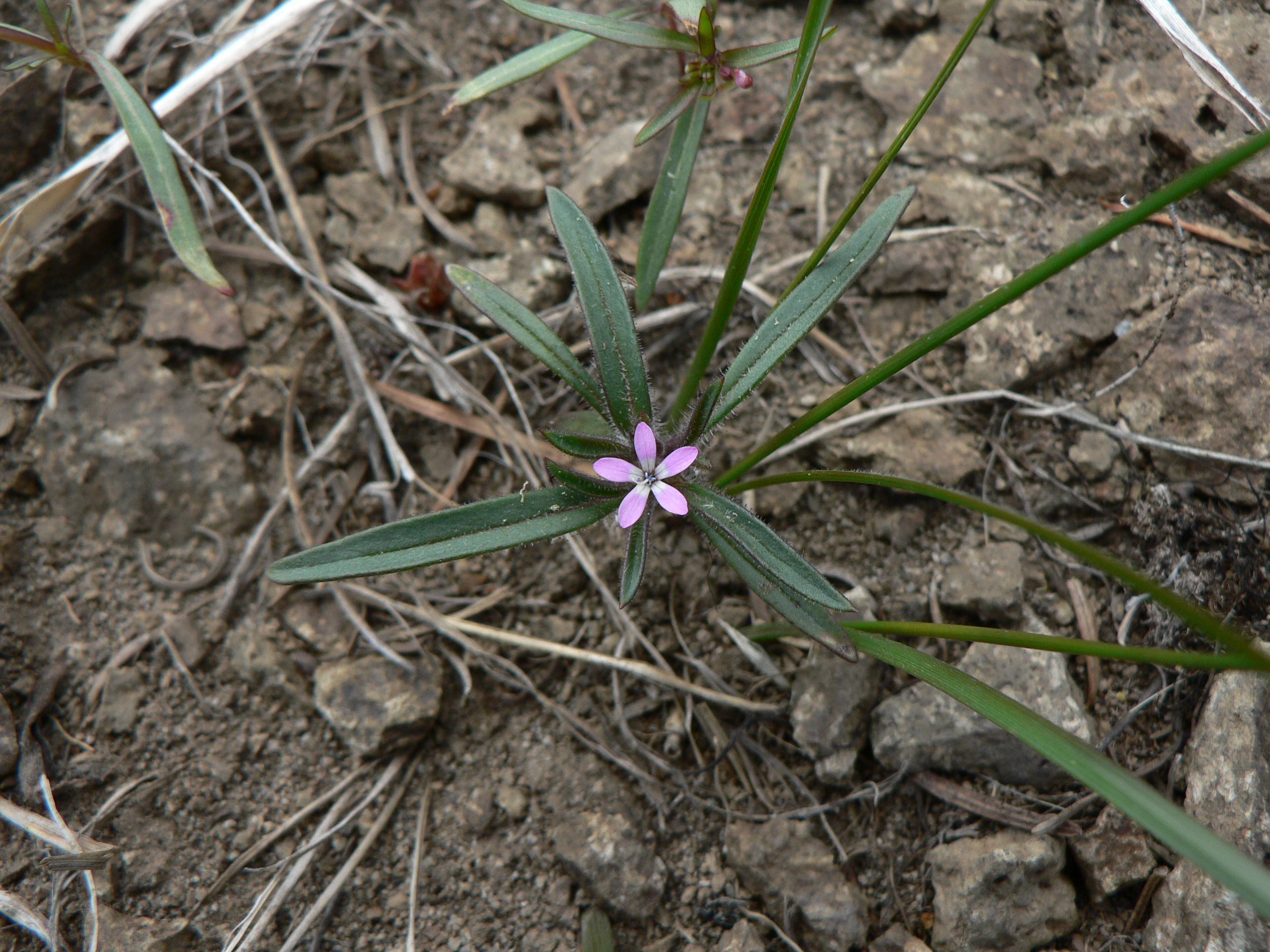